# 네세시티 요새 전투
네세시티 요새 전투(영어: Battle of Fort Necessity) 또는 그레이트 메도우 전투(영어: Battle of the Great Meadows)는 1754년 7월 3일 현재 펜실베이니아 파예트 군에 위치한 파밍턴의 산꼭대기에 있는 마을에서 벌어진 전투이다. 이것은 프렌치 인디언 전쟁의 단서가 된 전투 중 하나이며, 조지 워싱턴에게 유일한 항복의 패전을 안겨주었으며, 같은 해 5월 28일 주먼빌 글렌 전투와 함께, 7년 전쟁이 확전되는 원인을 제공했다.
워싱턴은 앨러게니산맥을 통과 고개 정상의 서쪽에 있는 알파인 메도우에 네세시티 요새를 세웠다. 근처를 지나는 다른 고개 길은 엘리게니 고원의 비교적 낮은 등성을 따라 펜실베이니아 콘플루언스, 그리고 서쪽으로 네마콜린스 트레일이 펜실베이니아 유니언타운으로 내려가며, 파예트 카운티의 다른 지역을 통과한다.

## 배경
1740년대에서 1750년대의 시작에 걸쳐 영국과 프랑스의 교역상들은 이전보다 자주 오하이오 영토를 방문하게 되었다. 이 오하이오 영토에는 오하이오 강 상류의 수로(현재 펜실베이니아 서부)도 포함되어 있었다. 누벨 프랑스 당국은 영국인 무역업자와 이주민을 쫓아내기 위해 더 공격적이었고, 1753년에는 여러 개의 요새를 이 땅에서 건설하기 시작했다. 그 이전 조지 왕 전쟁에서 프랑스계 캐나다 사람은 영국의 식민지에 대한 원한 이상의 감정을 품고 있었다.
프랑스의 요새 건설은 영국뿐만 아니라 지역의 여러 인디언 부족들의 주의도 환기시켰다. 프랑스와 인디언들은 동맹 관계를 맺고 있었다. 그러나 영국인 무역업자는 프랑스계 캐나다인보다 자신들과 거래를 우선하도록 인디언들을 설득하는데 성공했고, 프랑스가 계획하고 대규모 진군은 호의적으로 받아들여지지 않았다. 그 이유는 프랑스의 무역업자들은 이미 영국계 미국의 무역업자들이 인디언을 강매한 것과 동일하게, 게다가 거의 같은 가격으로 강매한 것을 들 수 있다. 이것은 매우 어려운 일이었으며, 2명의 몬트리올의 무역업자를 제외하고 누벨 프랑스 상인은 오하이오 영토에서 장사를 하는 것을 매우 꺼려했다. 특히 ‘하프 킹’(Half King)으로 알려진 밍고 족 족장인 타나챠리존은 다음과 같은 이유로 반 프랑스적 입장을 취했다.

## 참고 문헌
- Anderson, Fred (2000). 《Crucible of War: The Seven Years' War and the Fate of Empire in British North America, 1754–1766》. 뉴욕: Alfred Knopf. ISBN 0-375-40642-5.
- Fowler, William M (2005). 《Empires at war: The French and Indian War and the Struggle for North America 1754–1763》. 뉴욕: Walker & Company. ISBN 0-8027-1411-0.
- Jennings, Francis (1988). 《Empire of Fortune: Crowns, Colonies, and Tribes in the Seven Years War in America》. 뉴욕: 노턴. ISBN 0-393-30640-2.
- Lengel, Edward (2005). 《General George Washington》. 뉴욕: Random House Trade Paperbacks.
- O'Meara, Walter (1965). 《Guns at the Forks》. Englewood Cliffs, NJ: Prentice Hall. OCLC 21999143.
- Sheppard, Ruth (2006). 《Empires Collide》. Osprey Publishing.